# Крымская Роза (комбинат)
Комбинат «Крымская Роза», при организации «Красная роза» — крупнейшее предприятие эфиромасличной, косметической и аграрной промышленности СССР, созданное в 1927 году в Симферопольском (позднее Белогорском) районе Крымской АССР и расформированное в 1993 году. Головная усадьба предприятия дала начало одноимённому населённому пункту — селу Крымская роза. Комбинат давал до 80 % всего производства розового эфирного масла в СССР для внутренних нужд и на экспорт.

## История
В 1927 году в Крыму начали закладывать первые поля эфиромасличных цветов: розы, шалфея. В 1930 году было создано предприятие Красная роза в составе треста «Лектехсырьё» (производство лекарственных и технических культур), которое занималось сбором и переработкой этих растений для создания эфирных масел. 

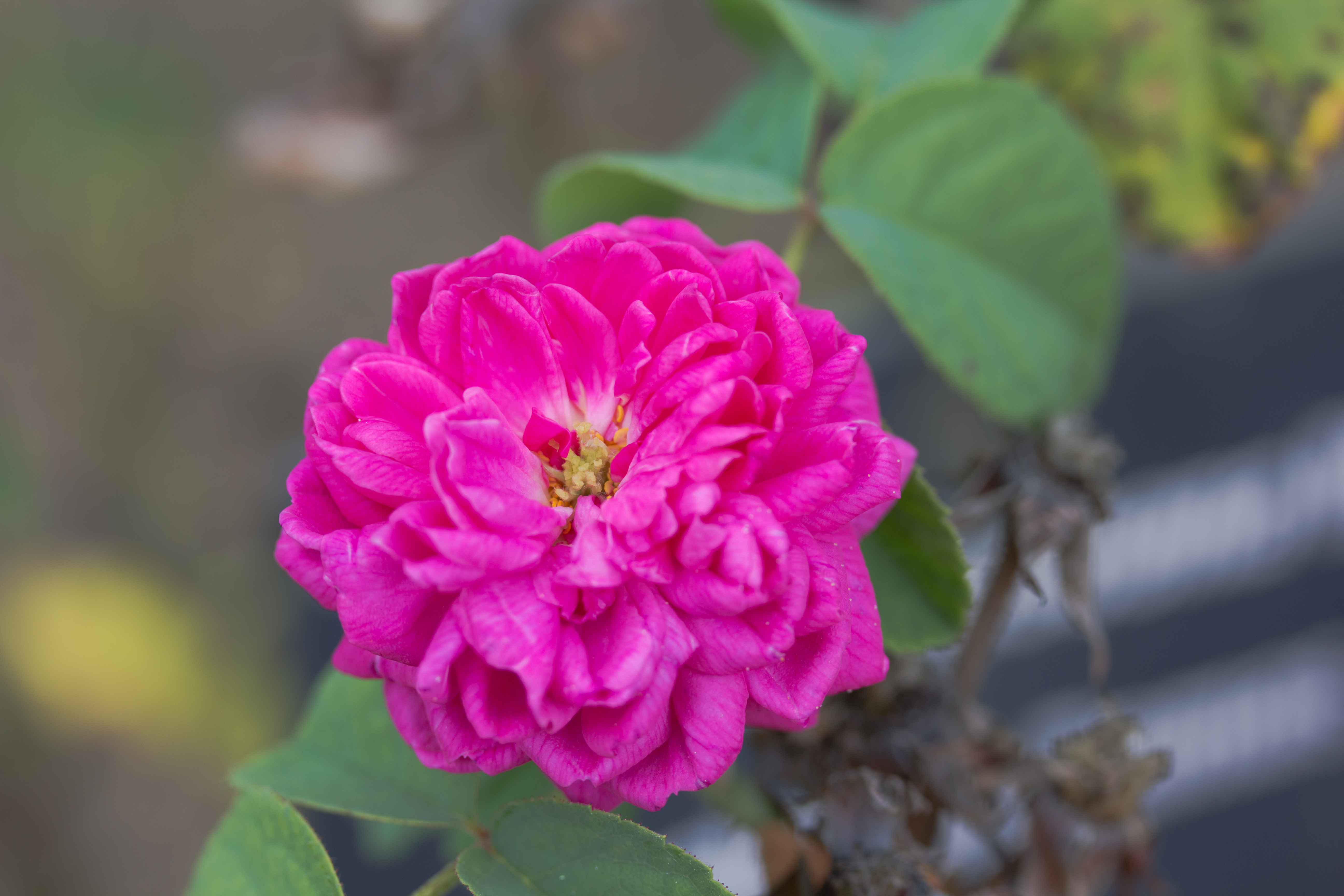
Для посадок использовались сорта дамасской розы из Казанлыкской долины, Болгария

В 1931 году были заложены первые 11 га казанлыкской эфиромасличной розы. Трест объединил семь расположенных на полуострове заводов отрасли: Алуштинский, Витимский, Бахчисарайский, Зуйский, Сейтлерский, Симферопольский и Судакский. Эти предприятия перерабатывали в основном розу, шалфей и лаванду, а также розмарин, сирень, фиалку, ирис и др. Комбинат выпускал как эфирные масла, так и духи, в том числе отдушки для знаменитой «Красной Москвы». Розовое и шалфейное масла из Крыма поставлялись в Чехию, Венгрию, Германию и Францию. Позднее совхоз-завод в составе Всесоюзного эфиромасличного треста.
Уже к 1935 году посадки розы составили 200 га, было получено 48 кг эфирного масла. К началу войны суммарная площадь плантаций достигла 500 га.
Одновременно для работников предприятия был основан посёлок Красная роза, позднее Крымская роза. По данным всесоюзной переписи населения 1939 года в селе проживало 442 человека.
После войны с 1946 года производство было восстановлено и продолжило развиваться. Эфирные масла производились в больших масштабах. В основном, ценное сырье поставлялось в республики СССР, где крымское эфирное масло считалось самым качественным во всей стране. Масло розы, созданное из лепестков сортов крымских роз «Лань» и «Радуга», стало основой для многих популярных в то время парфюмерных композиций. Например, при производстве легендарных духов «Красная Москва» фабрики «Новая заря» использовалось натуральное масло из Крыма. Комбинат давал 80 % всего производства розового эфирного масла в СССР. Из-за сезонного характера сбора лепестков широко использовался труд студентов и школьников.

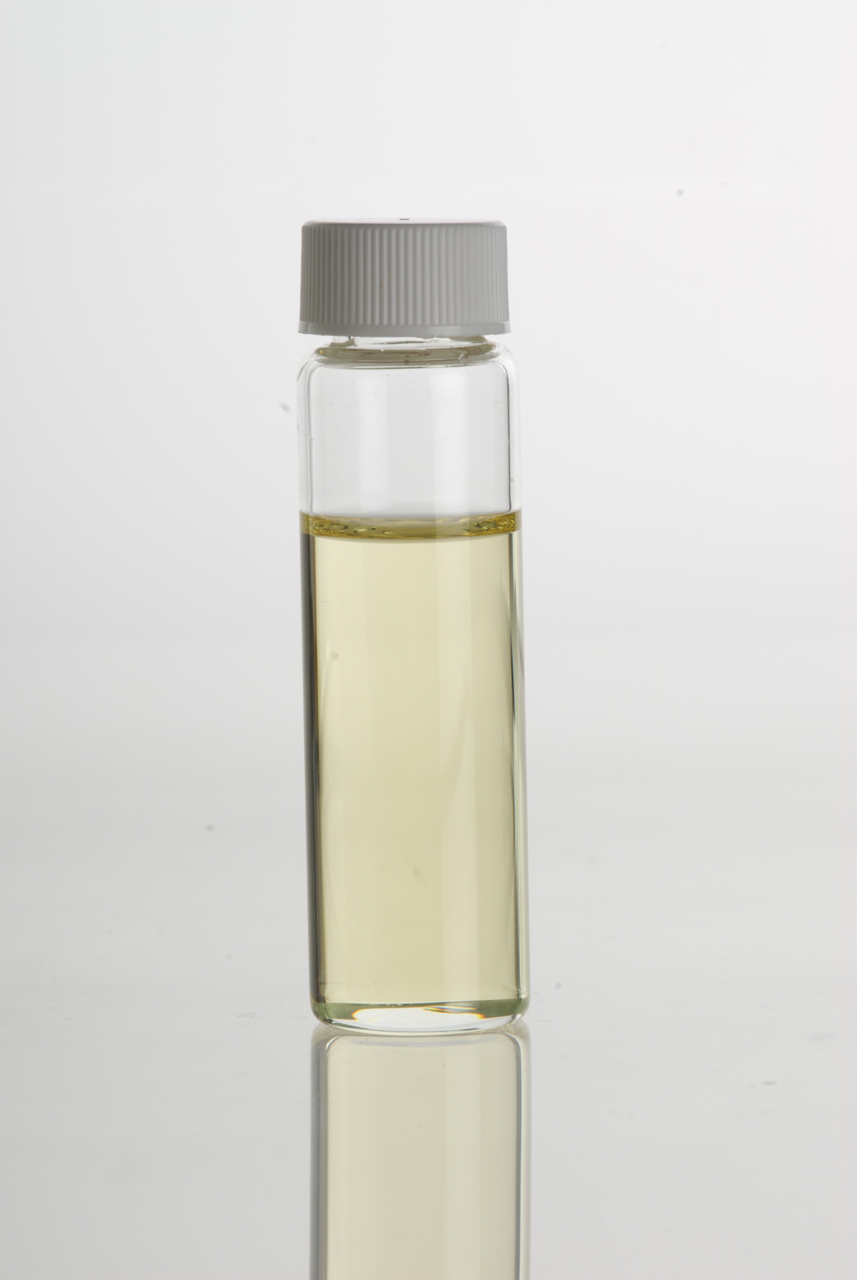
Эссенция лепестков дамасской розы (rosa damascena) - так называемое розовое масло

Селекцией сортов розы занимался Никитский ботанический сад. На основе казанлыкской розы был получен гибрид «Красная крымская роза». Основателем отдела ароматических и лекарственных растений Никитского сада стал Г. К. Гунько. Работы по селекции вели старшие научные сотрудники П. А. Нестеренко, Р. И. Невструева.
В 1960 году был зарегистрирован товарный знак «Крымская роза». Выработка сырья - розового масла носит сезонный характер, поэтому с середины 1960-х «Крымская Роза» начала осваивать новое круглогодичное направление - парфюмерное производство. Сначала это были эфирные масла в ампулах, затем концентрированные духи в упаковках. Вскоре был выпущен широкий ассортимент духов, одеколонов, эфирных масел в сувенирных упаковках.
Производство было постоянным участником и неоднократным победителем социалистического соревнования. По итогам 1984 года «Крымская роза» выпустила продукции в денежном выражении на сумму 6 миллионов 868 тысяч рублей, плановый показатель по прибыли также считался высоким. Проходило движение по выполнению плана досрочно к ближайшей годовщине со дня рождения В. И. Ленина. В середине 1980-х комбинат производил до 2000 кг эфирного розового масла.
Для нужд предприятия в посёлке Крымская Роза функционировала экспериментальная база Института эфиромасличных и лекарственных растений УААН.
В 1993 году комбинат был расформирован. Земли под плантациями поменяли собственников. Головное предприятие в Крымской Розе перестало функционировать, оборудование было разрезано на металл. Последний директор Таир Эрманбетов сообщал о крупных долгах перед компанией Крымэнерго. С остановкой котельной предприятия прекратилось отопление жилого сектора в посёлке. В 1990—2000 годы плантации розы, ранее составлявшие в Крыму тысячи, а в окрестностях Зуи сотни гектаров деградировали и были утрачены.